# Thomas Riedl
Thomas Riedl (Kaiserslautern, 18 giugno 1976) è un allenatore di calcio ed ex calciatore tedesco, di ruolo centrocampista.

## Palmarès

### Giocatore

#### Competizioni nazionali
- Campionato tedesco: 1

Kaiserslautern: 1997-1998
- Campionato tedesco di seconda divisione: 1

Kaiserslautern: 1996-1997
- Coppa di Germania: 1

Kaiserslautern: 1995-1996